# Levan Varchalomidze
Levan Varchalomidze (en géorgien ლევან ვარშალომიძე), né le 17 janvier 1972 à Batoumi, alors dans la République socialiste soviétique de Géorgie, est un homme politique géorgien. En mai 2004, il a succédé à Aslan Abachidze à la tête de la République autonome d’Adjarie.